# Angela Marquardt

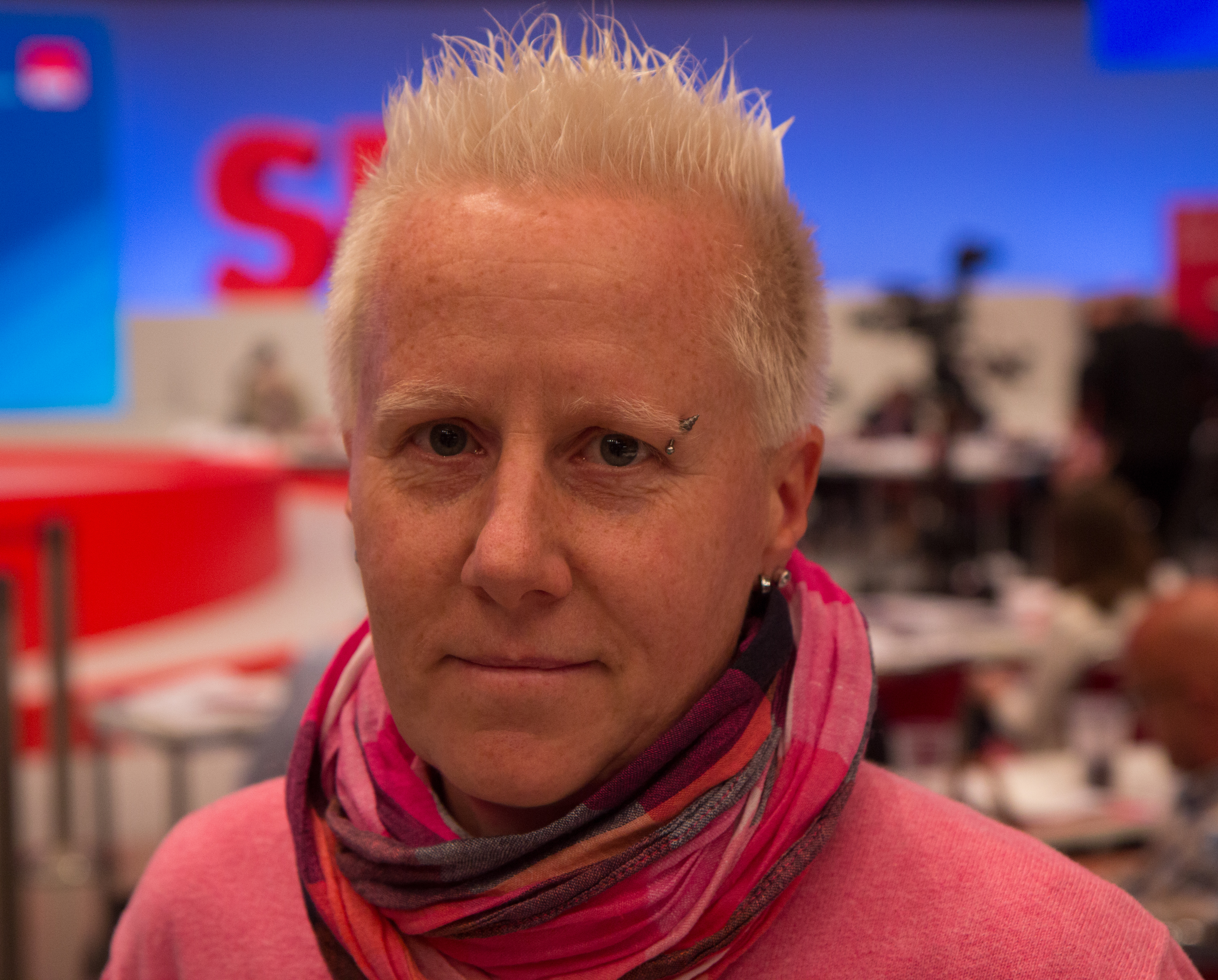
Angela Marquardt auf dem SPD-Bundesparteitag am 25. Juni 2017 in Dortmund

Angela Marquardt (* 3. September 1971 in Ludwigslust) ist eine deutsche Politikerin (1990 bis 2003 PDS, seit 2008 SPD). Sie gehörte von 1994 bis 1997 dem PDS-Bundesvorstand an, ab 1995 als stellvertretende Bundesvorsitzende, und war von 1998 bis 2002 Mitglied des Deutschen Bundestages. Von 2006 bis 2019 war sie Mitarbeiterin der SPD-Bundestagsabgeordneten Andrea Nahles und von 2007 bis 2019 zudem Geschäftsführerin des Arbeitskreises Denkfabrik in der SPD-Bundestagsfraktion.

## Jugend und Studium
Marquardt wuchs in Greifswald auf. Ihre Mutter war Lehrerin. Ihre Eltern ließen sich scheiden, als sie acht Jahre alt war. Von ihrem Stiefvater, der als Tenor am Greifswalder Theater arbeitete, berichtet sie in ihrem Buch Vater, Mutter, Stasi, dass er sie sexuell missbraucht habe. Sowohl die Mutter als auch der Stiefvater und der Großvater waren inoffizielle Mitarbeiter (IM) für das Ministerium für Staatssicherheit (MfS). Die Freunde der Familie waren hauptamtliche Mitarbeiter des MfS. Nach dem Umzug der Eltern nach Frankfurt an der Oder lebte Marquardt seit 1987 in Greifswald in einem Internat. Im Frühjahr 1990 legte sie in Greifswald das Abitur ab und studierte zuerst Sport, danach von 1995 bis 2005, zeitweise mit einem Stipendium der Rosa-Luxemburg-Stiftung, Politikwissenschaft an der Freien Universität Berlin und schloss das Studium im Sommer 2005 mit dem Diplom ab.
Im Jahr 2002 wurde bekannt, dass sich Marquardt im April 1987 als Fünfzehnjährige unter dem Decknamen Katrin Brandt freiwillig zur Mitarbeit beim MfS verpflichtet hatte. Marquardt bestätigte die Echtheit eines entsprechenden Schriftstückes, bestritt aber eine Tätigkeit als Spitzel. Aufgrund der Verpflichtungserklärung als IM untersuchte der Ausschuss für Wahlprüfung, Immunität und Geschäftsordnung des Bundestages im September 2002 den Sachverhalt. Er stellte fest, dass eine Tätigkeit für den Staatssicherheitsdienst nicht erwiesen ist. „Der Ausschuss konnte [...] nach einer eingehenden Würdigung aller Umstände [...] keine so sichere Überzeugung von einer willentlichen und wissentlichen Zusammenarbeit der Abgeordneten mit dem Staatssicherheitsdienst gewinnen, dass auch angesichts der beschränkten Beweismöglichkeiten vernünftige Zweifel an der Richtigkeit der Feststellung einer IM-Tätigkeit ausgeschlossen wären.“ Seitdem gilt sie als ein minderjähriges Opfer der Stasi. In ihrem Buch Vater, Mutter, Stasi beschrieb sie später, die MfS-Mitarbeiter, die sie angeworben hatten, seit dem neunten Lebensjahr gekannt und für gute Freunde ihrer Eltern gehalten zu haben.

## Politik

### PDS
Marquardt beschreibt in ein einem Beitrag von Deutschlandfunk Kultur, wie sie in den Jahren unmittelbar nach der Wende mehrfach Opfer rechter Gewalt und unter anderem verprügelt und aus einer fahrenden S-Bahn gestoßen wurde. Den Schutz vor rechter Gewalt beschreibt sie für sich als Grund zum Anschluss an eine antifaschistische Gruppe und den Kampf gegen Rechtsextremismus als ein zentrales Thema ihres politischen Engagements. Seit 1990 war sie in der AG Junge GenossInnen der PDS Greifswald. Bei der Bundeskonferenz der PDS in Berlin im Januar 1991 wurde Marquardt auf Vorschlag der AG Junge GenossInnen, nachdem zwei Kandidatinnen zurückgezogen haben, in den Parteivorstand  gewählt. Von Januar 1991 bis Januar 1997 war Marquardt Mitglied im Bundesvorstand der PDS. Auch in den auf 18 Mitglieder verkleinerten PDS-Vorstand wurde sie auf Empfehlung von Gregor Gysi gewählt. Von 1992 bis 1995 war sie hauptamtliche Referentin für Jugendpolitik beim Parteivorstand der PDS. 1995 wurde sie zur stellvertretenden Vorsitzenden der PDS gewählt, was sie bis Januar 1997 blieb. Anfang 1997 trat sie aus dem Vorstand zurück, um eine „Politpause“ einzulegen und sich auf ihr Studium zu konzentrieren.
1998 wurde Marquardt bei dem Landesparteitag in Kühlungsborn auf Listenplatz 3 der Landesliste Mecklenburg-Vorpommern der PDS für die Wahl zum deutschen Bundestag nominiert. Von 1998 bis 2002 war sie Mitglied der PDS-Fraktion im Deutschen Bundestag. Seit Anfang 2002 war sie bis zu ihrem Ausscheiden aus dem Bundestag stellvertretende parlamentarische Geschäftsführerin.
Nach ihrem Ausscheiden aus dem Bundestag stellte Marquardt die Beitragszahlung Ende 2002 ein und wurde somit 2003 aus der PDS-Mitgliederliste gestrichen.

### SPD
Von 2006 bis 2019 war Marquardt Mitarbeiterin der SPD-Bundestagsabgeordneten Andrea Nahles und von 2007 bis 2019 zudem Geschäftsführerin des Arbeitskreises Denkfabrik in der SPD-Bundestagsfraktion, in dem sich Abgeordnete und Mitarbeiter, die eine rot-rot-grüne Bundesregierung anstreben, zusammengeschlossen haben. Im März 2008 trat sie in die SPD ein, betonte jedoch, sie sei „keine Überläuferin“, und verwies auf den Zeitraum von fünf Jahren seit ihrem Ausscheiden aus der PDS. Im November 2011 kandidierte sie für den Vorsitz des Forums Demokratische Linke 21, unterlag jedoch Hilde Mattheis.

### Positionen
Bekannt wurde Marquardt in Internetkreisen insbesondere 1996 und 1997, als die Staatsanwaltschaft Berlin ihre Website zensieren wollte, da sie einen Link zur verbotenen Zeitschrift radikal angelegt hatte, die bis Mitte der 1990er Jahre ein wichtiges Diskussionsforum der Autonomen darstellte. Seitdem kämpfte sie immer wieder gegen jegliche Versuche, das Netz zu zensieren, unter anderem gegen die Sperrungsverfügungen des Düsseldorfer Regierungspräsidenten Jürgen Büssow an nordrhein-westfälische Internetprovider.
Marquardt war von 2000 bis 2004 Beirätin im Bündnis für Demokratie und Toleranz und ist Mitglied im Verein Rote Hilfe.
Seit Juni 2020 ist sie Mitglied im Betroffenenrat des Unabhängigen Missbrauchsbeauftragten der Bundesregierung.

## Publikationen
- Was ich bin, was mir stinkt, was ich will. Kiepenheuer &  Witsch, Köln 1999. ISBN 3-462-02778-6.
- Vater, Mutter, Stasi. (mit Miriam Hollstein) Kiepenheuer & Witsch, Köln 2015. ISBN 978-3-462-04723-3.